# Золотник (техніка)

Коробчастий золотниковий розподільник.
1 — золотник, 2 — золотникова тяга, 3 — золотникове дзеркало, 4, 5 — прямокутні вікна для сполучення з циліндром, 6 — порожнина впускної труби, 7 — порожнина випускної труби

Циліндричний золотниковий розподільник.
1, 2 — поршні, 3 — шток, 4 — втулка з вікнами

Золотниковий розподільник кранового типу.
1 — золотник, 2 — втулка (корпус), 3, 4 — вікна, 5 — нерухома вісь, 6 — порожнина випускної труби, 7 — порожнина впускної труби

Золотни́к, золотниковий клапан, сува́к — пристрій, що спрямовує потік рідини або газу шляхом зміщення рухомої частини (власне, золотника) відносно отворів у поверхні корпусу (гільзи у разі циліндричної конструкції), по якій золотник ковзає. 
Назва «золотник» пов'язана з мірою ваги золотник і відбиває важливість цієї деталі для механізму («на вагу золота»).

## Застосування
- Парові машини — розподіл пари;
- Парові турбіни — регулювання;
- Пневматичні і гідравлічні системи — золотникові дроселі і розподільники у системах управління й автоматики;
- Золотником також називають повітряний зворотний клапан автомобільної шини.

## Переваги
- невелика маса золотникового розподільника;
- компактність конструкції;
- простота та малі зусилля керування.

## Недоліки
- неможливість роботи при тисках більших за 32 МПа;
- значні витоки робочої рідини, що зростають із збільшенням терміну експлуатації розподільника; це призводить до того, що розподільники з великим терміном експлуатації не можуть утримувати в статичному положенні під навантаженням, і навіть якщо розподільник встановлений у положення «замкнуто», навантажений вал гідромотора або шток гідроциліндра поступово переміщується;
- облітерація, тобто явище поступового зарощування вузьких щілин поляризованими молекулами рідини, що призводить до поступового збільшення зусилля для зрушення золотника.